# عبد الرحيم درد
عبد الرحيم دارد (19 حزيران 1894 - 7 كانون الأول 1955) كان كاتبًا مسلمًا من الجماعة الأحمدية، ومبشرًا، وناشطًا سياسيًا في حركة باكستان، وكان إمامًا لمسجد فضل التاريخي، مكان التجمع الرئيس للمسلمين الهنود بغض النظر عن طائفتهم في لندن. اشتهر بقدرته على إقناع محمد علي جناح بالعودة إلى الهند البريطانية والقتال من أجل حركة باكستان.

## الدِين
كان درد السكرتير الخاص للخليفة المسيح الثاني (بشير الدين محمود) من عام 1920 إلى عام 1924 ورافقه إلى دمشق وفلسطين ومصر وإيطاليا وفرنسا حتى وصل في النهاية إلى إنجلترا في 22 أغسطس 1924 لحضور مؤتمر ويمبلي للأديان الحية عام 1924 [الإنجليزية]، وعُين مبشرًا مسؤولًا عن بعثة لندن. خدم كمبشر أحمدي في إنجلترا لمدة إجمالية بلغت 10 سنوات في فترتين. بُني مسجد الفاضل في لندن عام 1926 تحت إشرافه. وعاد أخيرًا إلى قاديان في عام 1938.[بحاجة لمصدر]
كان درد إمامًا لمسجد الفاضل في لندن مرتين، من عام 1924 إلى عام 1928 ثم مرة أخرى من عام 1931 إلى عام 1938.

## فهرس
- A. R. Dard (1938). The Islamic caliphate. London. مؤرشف من الأصل في 2023-11-01.
- A. R. Dard (1948). Life of Ahmad, Founder of the Ahmadiyya Movement. Tabshir Publication. مؤرشف من الأصل في 2023-11-01.